# Håvard Klemetsen
Håvard Klemetsen, né le 5 janvier 1979 à Kautokeino, est un spécialiste norvégien du combiné nordique.

## Biographie
Représentant le Kautokeino IL, il fait ses débuts en Coupe du monde en janvier 2003. Devenant champion du monde par équipes à Oberstdorf en 2005 en compagnie de Petter Tande, Magnus Moan et Kristian Hammer, il obtient son premier podium en Coupe du monde le 3 décembre 2011 en gagnant devant son public à Lillehammer avec deux dixièmes d'avance sur Alessandro Pittin. Son meilleur résultat individuel était jusque-là une quatrième place sur le grand tremplin aux Mondiaux d'Oslo, où il remporte deux médailles de bronze par équipes. Lors de la saison 2013-2014, il termine à trois reprises à la deuxième place à Ramsau, Schonach et Seefeld puis remporte la médaille d'or lors de la compétition par équipes des Jeux olympiques d'hiver de 2014 avec Magnus Moan, Magnus Krog et Jørgen Graabak.
Il arrête la compétition de haut niveau après l'hiver 2016-2017.
Il est réputé à la base pour être un très bon sauteur avant également d'améliorer sa régularité en ski de fond.

## Palmarès

### Jeux olympiques d'hiver
| Épreuve / Édition | Épreuve / Édition | Turin 2006                       | Sotchi 2014                      |
| Sprint            | Sprint            | 40e                              | Épreuve inexistante à cette date |
| Gundersen         | Gundersen         | 20e                              | Épreuve inexistante à cette date |
| Par équipes       | Par équipes       | —                                | Or                               |
| Gundersen         | PT                | Épreuve inexistante à cette date | 10e                              |
| Gundersen         | GT                | Épreuve inexistante à cette date | 9e                               |

### Championnats du monde
| Épreuve / Édition  | Épreuve / Édition  | Oberstdorf 2005                  | Sapporo 2007                     | Oslo 2011                        | Val di Fiemme 2013               | Falun 2015                       |
| ------------------ | ------------------ | -------------------------------- | -------------------------------- | -------------------------------- | -------------------------------- | -------------------------------- |
| Sprint             | Sprint             | -                                | 19e                              | Épreuve inexistante à cette date | Épreuve inexistante à cette date | Épreuve inexistante à cette date |
| Gundersen          | Gundersen          | 20e                              | 16e                              | Épreuve inexistante à cette date | Épreuve inexistante à cette date | Épreuve inexistante à cette date |
| Gundersen          | PT                 | Épreuve inexistante à cette date | Épreuve inexistante à cette date | 9e                               | 5e                               | 5e                               |
| Gundersen          | GT                 | Épreuve inexistante à cette date | Épreuve inexistante à cette date | 4e                               | 9e                               | 11e                              |
| Par équipes        | Par équipes        | Or                               | Bronze                           | Épreuve inexistante à cette date | Épreuve inexistante à cette date | Épreuve inexistante à cette date |
| Sprint par équipes | Sprint par équipes | Épreuve inexistante à cette date | Épreuve inexistante à cette date | Épreuve inexistante à cette date | -                                | Bronze                           |
| Par équipes        | PT                 | Épreuve inexistante à cette date | Épreuve inexistante à cette date | Bronze                           | Argent                           | Argent                           |
| Par équipes        | GT                 | Épreuve inexistante à cette date | Épreuve inexistante à cette date | Bronze                           | Épreuve inexistante à cette date | Épreuve inexistante à cette date |

### Coupe du monde
- Meilleur classement général : 5e en 2014.
- 7 podiums individuels dont 1 victoire.
- 14 podiums par équipe dont 6 victoires.

Palmarès au 30 décembre 2016

#### Différents classements en Coupe du monde
| Année     | Classement général final |
| 2003-2004 | 21e                      |
| 2004-2005 | 19e                      |
| 2005-2006 | 23e                      |
| 2006-2007 | 19e                      |
| 2007-2008 | 23e                      |
| 2008-2009 | 25e                      |
| 2009-2010 | 48e                      |
| 2010-2011 | 14e                      |
| 2011-2012 | 10e                      |
| 2012-2013 | 17e                      |
| 2013-2014 | 5e                       |
| 2014-2015 | 6e                       |
| 2015-2016 | 12e                      |
| 2016-2017 | 29e                      |

#### Détail des victoires
| Édition / Épreuve | Gundersen   |
| 2012              | Lillehammer |